# Cantone di Balao
Il Cantone di Balao è un cantone dell'Ecuador che si trova nella Provincia del Guayas.
Il capoluogo del cantone è Balao.